# بندر سر راه (فیلم ۲۰۱۵)
بندر سر راه (انگلیسی: Port of Call) فیلمی است که در سال ۲۰۱۵ منتشر شد.